# Sangalopsis diasia
Sangalopsis diasia är en fjärilsart som beskrevs av Druce 1899. Sangalopsis diasia ingår i släktet Sangalopsis och familjen mätare. Inga underarter finns listade.